# Отношения Чили и Экваториальной Гвинеи
Отношения между Чили и Экваториальной Гвинеей — международные отношения между Республикой Чили и Республикой Экваториальная Гвинея.

## История
Хотя между этими двумя странами существует историческая связь, поскольку обе территории входили в состав Испанской империи, между генерал-капитанством Чили и колониями, входившими в состав Испанской Гвинеи (Элобей, Аннобон и Кориско, Фернандо-По и Рио-Муни) не было крупных контактов. Дипломатические отношения между двумя странами начались в 1971 году, хотя только в 1985 году было оформлено посольство по совмещению из Габона. После закрытия этой миссии и той, которая существовала в тогдашнем Заире, Чили осталась в Экваториальной Гвинее, что соответствовало миссии перед Организацией Объединенных Наций в управление двусторонними отношениями. В 1982 году обе страны подписали два основных соглашения о сотрудничестве, одно в научно-технических вопросах, а другое в области культуры.
Члены администрации Экваториальной Гвинеи прошли стажировку в Министерстве социального развития Чили в рамках двустороннего сотрудничества с Чили и при техническом содействии Всемирного банка. Целью этих стажировок является изучение инвестиционной системы Чили и получение опыта.

## Экономические отношения
В экономических вопросах торговый обмен между обеими странами в 2016 году составил 17 миллионов долларов США, что означает увеличение на 71 % за последние пять лет. Основными продуктами, экспортируемыми Чили в Экваториальную Гвинею, были лодки, вина и замороженная индейка, в то время как Экваториальная Гвинея экспортирует в южноамериканскую страну исключительно сжиженный природный газ.

## Дипломатические представительство
- Посольство Чили в ООН совмещается с дипломатическим представительством в Экваториальной Гвинее.
- Посольство Экваториальной Гвинеи в Бразилии совмещается с дипломатическим представительством в Чили.